# Південно-Кіонгопське нафтове родовище
Півде́нно-Кіонго́пське на́фтове родо́вище — родовище нафти на території Удмуртії, Росія. Розташоване за 45 км на північ від міста Іжевськ на території Якшур-Бодьїнського району.

## Опис
Родовище приурочене до куполоподібної структури рифогенного типу з амплітудою від 117 м у верейському горизонті до 145 м в турнейському ярусі. Родовище було відкрите в 1971 році. Поклади виявлені у відкладах верейського горизонту, башкирського та серпуховського ярусів, тульському та бобриковському горизонтах, турнейському ярусі.
Особливістю родовища є невеликі розміри за площею, висока амплітуда підняття, великий діапазон нафтоносності та відносна легкість і малов'язкість у зрівнянні з іншими родовищами нафти. Глибина стелі нафтових пластів становить 1147—1483 м. Дебет свердловин до 255 тон за добу. Густота нафти 0,8393-0,8699, вміст сірки 1,3-1,7 %. Видобуток нафти розпочатий з 1973 року.